# بنجامين كين
بنجامين كين (بالإنجليزية: Benjamin Keen)‏ هو مؤرخ أمريكي، ولد في 1913، وتوفي في 1 نوفمبر 2002.